# Sidamulya (Sidareja)
Sidamulya is een bestuurslaag in het regentschap Cilacap van de provincie Midden-Java, Indonesië. Sidamulya telt 4429 inwoners (volkstelling 2010).